# Crocallis transcaucasica
Crocallis transcaucasica là một loài bướm đêm trong họ Geometridae.